# RDS-3
RDS-3 (en russe : РДС-3) était le troisième engin nucléaire testé par l'Union soviétique en 1951, après les célèbres RDS-1 et RDS-2. La bombe fut nommée Marya dans l'armée. La bombe avait une conception composite avec un noyau de plutonium dans une coquille d'uranium, développant une puissance explosive de 40 kilotonnes. Elle fut connue sous le nom de Joe-3 à l'Ouest.

## Conception
RDS-3 était un dispositif de fission nucléaire à intensification, à implosion. Il disposait d’une charge nucléaire en lévitation avec un « cœur » de plutonium 239 et une enveloppe d'uranium 235. La conception fut entreprise avec l'expérience acquise lors de l'essai de RDS-1, le 29 août 1949, et du RDS-2, dont il ne différait que dans la composition de la charge nucléaire. Les deux engins utilisaient des charges en lévitation. Le RDS-3 avait une puissance nominale d’environ 40 kilotonnes et était déployée par des avions Tu-4 et Tu-16.

## Histoire
Au moment où les Soviétiques menèrent leur première explosion nucléaire en 1949, les lacunes des premiers modèles d'armes atomiques apparaissaient. La première bombe, qui fut nommé RDS-1, était une copie de la Fat Man américaine, une conception simple de bombe à implosion au plutonium. La prochaine étape dans le programme nucléaire soviétique fut d'améliorer sa conception d'armes nucléaires. Avec l'expérience acquise par les Américains en 1948 lors de l'opération Sandstone, au cours de laquelle fut étudiée la conception nucléaire de « charge en lévitation », l’implosion d’armes constituée d’uranium 235 et d'uranium/plutonium, la quantité minimale d'explosifs requis pour démarrer la fission. Les Soviétiques débutèrent un programme d'études similaires en 1951, au cours de laquelle ils travaillèrent sur deux conceptions: RDS-2 et RDS-3, les deux engins «  frères », qui diffèrent dans la composition de la charge nucléaire. Après la construction des bombes, les essais furent de celles-ci furent planifiées la même année. RDS-2 explosa le 24 septembre 1951, et RDS-3 explosa le 18 octobre cette même année, mais il y avait une particularité dans ces tests : la première bombe explosa au sommet d’une tour, tandis que la seconde largué d'un avion. L'équipe de recherche, demandant une tour de détonation afin de mieux étudier les résultats et les dirigeants du programme voulaient tester le largage d’une bombe afin d'étudier la capacité de transport des bombardiers Tu-4.  En parallèle, afin d'améliorer la conception des premières bombes nucléaires soviétiques à Arzamas-16, les Soviétiques commencèrent à étudier, en 1950, l'amélioration des initiateurs à neutrons. Les scientifiques cherchèrent à automatiser des initiateurs et l'utilisation d'initiateurs externes. En 1952, ils réussirent à obtenir la première conception, qui fut mis en œuvre sur une bombe RDS-3. Ce dispositif, appelé RDS-3I, fut le premier engin nucléaire soviétique avec un initiateur de neutrons externe, il fut testé avec succès le 23 octobre 1954 à Semipalatinsk.

## Essais

### Joe-3 (no3), le premier test
Le premier test de la bombe RDS-3 se déroula le 18 octobre 1951, à 3 h 53 (GMT). Pour des raisons de sécurité, la bombe fut assemblée avec la charge nucléaire peu avant l'essai. La bombe fut larguée et parachutée depuis un avion Tu-4 à 10 km d'altitude, au-dessus du site d'essai de Semipalatinsk, à 2,5 km de l'endroit des essais RDS-1 et RDS-2 (à cause du court intervalle de temps avec le test précédent, cela produisit une pollution importante). L'explosion eut lieu à une altitude de 380 mètres et développa une puissance de 42 kilotonnes. L'explosion fut visible à 170 km de distance. Ce fut le premier test nucléaire soviétique avec une bombe larguée depuis un avion. La détonation fut un succès et la conception de la bombe fut validée pour la production en série, l'arme entra en service dans l’arsenal militaire soviétique en 1953. L’essai fut surnommé Joe-3 par les États-Unis et se classe comme l'essai no 3 dans les archives officielles soviétiques.

### Joe-12 (no16)
Le 23 octobre 1954, dans le polygone d’essai de Semipalatisk, eut lieu un tir nucléaire sous la direction du comité KB-11 et sous les ordres de Iouli Khariton. La bombe utilisée, appelée RDS-3I, était une bombe RDS-3 amélioré avec un initiateur externe de neutrons et ce tir fut le premier essai soviétique mettant en œuvre cette technique. Dans le cadran P-5 du polygone d’essai de Semipalatinsk, la météo était défavorable le jour de l'épreuve, avec des vents ayant la direction de 90 à 130°. La bombe fut larguée d'un avion et explosa à 410 m au-dessus du sol, et sa puissance fut de 62 kilotonnes, la performance originale de la bombe était augmentée d'environ 50 %. 

Après l'explosion, le nuage radioactif se dirigea au cap 100. Les avions de suivi établirent que près de la surface, à 80 km de l'épicentre de l'explosion, la dose de rayonnement total ne dépassait pas celle fournie par une radiographie aux rayons X, et donc aucune mesure de sécurité spécifiques ne fut prise.